# Breda Siderurgica
Breda Siderurgica S.p.A. era un'azienda italiana che operava nel settore della siderurgia, nata negli anni cinquanta all'interno del gruppo Società Italiana Ernesto Breda per Costruzioni Meccaniche, a seguito della trasformazione della società SIEB in 
FEB (Finanziaria Ernesto Breda).

## Storia

### Le origini
L'impianto venne realizzato da SIEB a Sesto San Giovanni nel 1916 con il compito di garantire una elevata produzione di acciai da destinare ai vari stabilimenti Breda concentrati nell'area milanese, divenendo così la Sezione IV - Siderurgica di SIEB, dopo le sezioni Ferroviaria (I), Termomeccanica (II), Fucine (III), attive a Milano nei quartieri di Greco e di Niguarda, oltre che nel comune di Sesto S. Giovanni.
La produzione avveniva inizialmente attraverso 2 forni Martin Siemens ed un impianto di laminazione che assicuravano una produzione annua di 40.000 tonnellate di acciaio, a partire dallo smaltimento di rottami ferrosi.
Durante il Ventennio, SIEB, con la sua Sezione IV - Siderurgica divenne il sesto produttore italiano di acciaio e con la seconda guerra mondiale fabbricava 150 tipi di acciai speciali.

### Breda Siderurgica S.p.A.
Nel secondo dopoguerra, profondamente impegnata nelle attività di ricostruzione del Paese, la sezione siderurgica della Breda venne trasformata tramite la FEB in Società per azioni, con la denominazione di Breda Siderurgica S.p.A., inquadrata dal 1952 nell'Impresa di Costruzioni Antonio Bassanini, su progetto statico della Bassanini medesima, entrando a far parte nel 1959 del gruppo Finsider, con la volontà di affidarle il rilancio del gruppo nella siderurgia di qualità.
All'inizio degli anni sessanta la Breda Siderurgica disponeva di due forni elettrici per la ghisa, tre forni Martin-Siemens, sei forni elettrici per acciai speciali e legati, treni di laminazione a caldo e a freddo e una trafileria (la produzione consisteva prevalentemente in profili laminati lunghi, fucinati e fusi in acciaio speciale).
Nell'ambito di un processo di riorganizzazione delle partecipazioni speciali nel luglio del 1971 si dispone per il suo trasferimento a EGAM, iniziando la collaborazione con la Società Nazionale Cogne S.p.A., anch'essa gruppo EGAM ed operante nello stesso settore. Nel 1975 la Breda siderurgica occupava 3.650 dipendenti.
Nel 1981 l'azienda viene incorporata nella Nuova SIAS S.p.A. e nel 1984 rientra nel gruppo IRI, tramite Deltasider, caposettore per i laminati lunghi comuni e speciali del gruppo Finsider. Nel 1985 ha avuto 2.600 dipendenti e la sua situazione economico finanziaria nonché industriale era tale da aver suscitato l'interesse di una serie di imprenditori privati che si fecero avanti per l'acquisizione della medesima, che tuttavia non venne ceduta da Finsider per evitare che gli eventuali nuovi proprietari di Sesto S.Giovanni entrassero in concorrenza con lo stabilimento Deltasider di Piombino.
Diventata poi parte di ILVA (a seguito della messa in liquidazione nel 1988 della Finsider), in assenza di un programma di investimenti e di rinnovamento degli impianti, oltre a risultare pesantemente esposta alla crisi dell'industria pesante aggravatasi all'alba degli anni novanta, nel 1992 chiuse definitivamente.